# Morrissey
Morrissey, właśc. Steven Patrick Morrissey (ur. 22 maja 1959 w Manchesterze) – angielski wokalista i autor tekstów piosenek.

## Życiorys
Lider i autor tekstów zespołu The Smiths. Zespół odniósł wielki sukces, ale rozpadł się w 1987 roku, a Morrissey rozpoczął karierę solową, w czasie której dziesięciokrotnie trafił do Top Ten UK Singles Chart. Jego pierwszy solowy album wszedł w 1988 roku na pierwsze miejsce UK Albums Chart. 
Jest uważany za prekursora muzyki indie. Magazyn „New Musical Express” uznał Morrisseya za jednego z najbardziej wpływowych artystów w historii, zaś „The Independent” ocenił, że „największe gwiazdy zwykle są już martwe, zanim osiągną status ikony, on jednak osiągnął to za życia”. Stacja BBC prowadziła z Morrisseyem rozmowy dotyczące ewentualnego reprezentowania przez niego Wielkiej Brytanii w Konkursie Piosenki Eurowizji w 2007 w Helsinkach; ostatecznie pomysł nie został zrealizowany.
Pod koniec 2014 roku ujawnił, że zdiagnozowano u niego nowotwór.

## Dyskografia
Albumy
- Viva Hate (1988)
- Kill Uncle (1991)
- Your Arsenal (1992)
- Vauxhall and I (1994)
- Southpaw Grammar (1995)
- Maladjusted (1997)
- Under the Influence (2003)
- You Are the Quarry (2004)
- Ringleader of the Tormentors (2006)
- Years Of Refusal (2009)
- World Peace Is None of Your Business (2014)
- Low in High School (2017)
- California Son (2019)
- I Am Not a Dog on a Chain (2020)

Składanki
- Bona Drag (1990)
- World of Morrissey (1995)
- Suedehead: The Best of Morrissey (1997)
- My Early Burglary Years (1998)
- ¡The Best Of! (2001)
- Swords (2009)

Albumy live
- Beethoven Was Deaf (1993)
- Live at Earls Court (2005)

Single
| Rok  | Piosenka                                                 | UK | US | Album                                                          |
| ---- | -------------------------------------------------------- | -- | -- | -------------------------------------------------------------- |
| 1988 | "Suedehead"                                              | 5  | -  | Viva Hate                                                      |
| 1988 | "Everyday Is Like Sunday"                                | 9  | -  | Viva Hate                                                      |
| 1989 | "The Last of the Famous International Playboys"          | 6  | -  | singel niealbumowy, później znalazł się na składance Bona Drag |
| 1989 | "Interesting Drug"                                       | 9  | -  | singel niealbumowy, później znalazł się na składance Bona Drag |
| 1989 | "Ouija Board, Ouija Board"                               | 18 | -  | singel niealbumowy, później znalazł się na składance Bona Drag |
| 1990 | "November Spawned a Monster"                             | 12 | -  | singel niealbumowy, później znalazł się na składance Bona Drag |
| 1990 | "Piccadilly Palare"                                      | 18 | -  | singel niealbumowy, później znalazł się na składance Bona Drag |
| 1991 | "Our Frank"                                              | 26 | -  | Kill Uncle                                                     |
| 1991 | "Sing Your Life"                                         | 33 | -  | Kill Uncle                                                     |
| 1991 | "At KROQ"                                                | -  | -  | singel niealbumowy live                                        |
| 1991 | "Pregnant for the Last Time"                             | 25 | -  | singel niealbumowy                                             |
| 1991 | "My Love Life"                                           | 29 | -  | singel niealbumowy                                             |
| 1992 | "We Hate It When Our Friends Become Successful"          | 17 | -  | Your Arsenal                                                   |
| 1992 | "You're the One For Me, Fatty"                           | 19 | -  | Your Arsenal                                                   |
| 1992 | "Certain People I Know"                                  | 35 | -  | Your Arsenal                                                   |
| 1992 | "Glamorous Glue"                                         | -  | -  | Your Arsenal                                                   |
| 1992 | "Tomorrow"                                               | -  | -  | Your Arsenal                                                   |
| 1994 | "The More You Ignore Me, the Closer I Get"               | 8  | 46 | Vauxhall and I                                                 |
| 1994 | "Now My Heart Is Full"                                   | -  | -  | Vauxhall and I                                                 |
| 1994 | "Hold on to Your Friends"                                | 47 | -  | Vauxhall and I                                                 |
| 1994 | "Interlude" (z Siouxsie Sioux)                           | 25 | -  | singel niealbumowy                                             |
| 1995 | "Boxers"                                                 | 23 | -  | World of Morrissey                                             |
| 1995 | "Dagenham Dave"                                          | 26 | -  | Southpaw Grammar                                               |
| 1995 | "The Boy Racer"                                          | 36 | -  | Southpaw Grammar                                               |
| 1995 | "Sunny"                                                  | 42 | -  | singel niealbumowy                                             |
| 1997 | "Alma Matters"                                           | 17 | -  | Maladjusted                                                    |
| 1997 | "Roy's Keen"                                             | 42 | -  | Maladjusted                                                    |
| 1998 | "Satan Rejected My Soul"                                 | 39 | -  | Maladjusted                                                    |
| 2004 | "Irish Blood, English Heart"                             | 3  | -  | You Are the Quarry                                             |
| 2004 | "First of the Gang to Die"                               | 6  | -  | You Are the Quarry                                             |
| 2004 | "Let Me Kiss You"                                        | 8  | -  | You Are the Quarry                                             |
| 2004 | "I Have Forgiven Jesus"                                  | 10 | -  | You Are the Quarry                                             |
| 2005 | "Redondo Beach" / "There Is a Light That Never Goes Out" | 11 | -  | Live at Earls Court                                            |
| 2006 | "You Have Killed Me"                                     | 3  | -  | Ringleader of the Tormentors                                   |
| 2006 | "The Youngest Was the Most Loved"                        | 14 | -  | Ringleader of the Tormentors                                   |
| 2006 | "In the Future When All's Well"                          | 17 | -  | Ringleader of the Tormentors                                   |
| 2006 | "I Just Want to See the Boy Happy"                       | 16 | -  | Ringleader of the Tormentors                                   |